# Всевобуч
Всевобуч (всеобщее военное обучение) — система обязательной военной подготовки граждан, которая существовала в РСФСР и Советском Союзе.

## История
Решение о создании Всевобуча было принято в марте 1918 года VII съездом РКП(б) и IV Чрезвычайным съездом Советов, а юридическим оформлением стал Декрет ВЦИК «Об обязательном обучении военному искусству» от 22 апреля 1918 года.
Согласно декрету ВЦИК, с целью создания подготовленного мобилизационного резерва для Красной армии, каждый трудящийся в возрасте от 18 до 40 лет должен был пройти курс военного обучения без отрыва от производства. Женщины и подростки допризывного возраста (16—17 лет) курс военного обучения проходили на добровольных началах; военнослужащие и лица, прошедшие службу в армии, привлекались к занятиям для прохождения переподготовки или в качестве инструкторов. Прошедшие обучение считались военнообязанными. Общее руководство системой Всевобуча было возложено на Центральный отдел Всевобуча (ЦОВВО) при Главном управлении военно-учебных заведений (впоследствии реорганизованное в Главное управление всеобщего воинского обучения и формирования красных резервных частей). Отделы Всевобуча (в среднем, насчитывавшие 3 — 5 инструкторов) создавались при окружных, губернских, городских, уездных и районных военных комиссариатах.
К концу 1918 года в стране действовало 7 окружных, 37 губернских, 493 уездных отделов, 4 616 фабрично-заводских и сельских бюро Всевобуча, штаты которых насчитывали около 50 000 инструкторов. В Москве и Петрограде бюро и отделы Всевобуча созданы не были, военная подготовка по программе Всевобуча проходила в сформированных здесь территориальных воинских частях Всевобуча.
Первоначально всевобуч занимался в основном начальной военной подготовкой рядовых бойцов (для этого была разработана специальная 8-недельная программа, объёмом 96 часов, по два часа ежедневных занятий без отрыва от производства). В дальнейшем, в соответствии с решением VII съезда РКП(б), Всевобуч перешел к формированию и обучению резервных подразделений и воинских частей (в общей сложности, в годы гражданской войны в системе Всевобуча были сформированы и переданы в состав РККА 3 стрелковые дивизии, 2 кадра стрелковых дивизий, 54 кадра стрелковых полков, 1 стрелковая бригада, 1 конный полк, 35 лыжных рот, несколько отдельных отрядов).
Первоначально, 96-часовая программа включала в себя обучение:
- стрелковому делу (устройство винтовки образца 1891 года, уход за ней);
- ведению стрельбы из винтовки из всех положений;
- строевому делу (построения, команды, порядок огневого боя);
- полевой службе (охранение, разведка);
- окопному делу (рытье ячеек и окопов, использование гранат);
- уставу гарнизонной службы.
- впоследствии программа была дополнена занятием по санитарной подготовке (оказание первой медицинской помощи).

В ходе организации процесса обучения имелись определённые затруднения:

Не хватало винтовок, патронов, наглядных пособий. Инструкторам приходилось во многом полагаться на собственную изобретательность и на энтузиазм обучаемых. Особенно активизировались занятия после июня, когда начались развернутые призывы в РККА по мобилизации. Число инструкторов резко возросло. Из них примерно пятая часть являлась бывшими офицерами, остальные — унтер-офицерами. Дело налаживалось.— А. М. Василевский. Дело всей жизни.
В июне 1919 года территория страны была разделена на полковые и батальонные округа, которые, в свою очередь, подразделялись на ротные, взводные и отделенные участки.
Вошедшие в ноябре 1919 года в состав Всевобуча части особого назначения (ЧОН) нередко использовались в качестве самостоятельных подразделений и активно участвовали в боевых действиях. В прифронтовой полосе и неспокойных районах отряды Всевобуча участвовали в несении патрульно-постовой и охранной службы.
В 1919 году военную подготовку в системе Всевобуча прошли 100 000 коммунистов и комсомольцев, более 82 000 рабочих и свыше 730 000 крестьян. А всего в период гражданской войны через систему всевобуча прошло около 5 000 000 человек, в 1919—1920 годы РККА более чем наполовину пополнялась кадрами, прошедшими всевобуч.
В 1920 году на территории страны действовали 2 дивизионных, 6 бригадных и 85 полковых территориальных округов, 2 высшие школы Всевобуча, 38 организационно-методических курсов и 58 школ подготовки младшего командного состава.
Всевобуч внёс значительный вклад в строительство вооруженных сил, развитие физкультурного движения и массового спорта в стране.
Процесс военного обучения был прекращён в 1923 году, однако после начала Великой Отечественной войны Государственный Комитет Обороны СССР издал приказ «Всеобщая воинская подготовка граждан СССР» от 17 сентября 1941 года, вступивший в силу 1 октября того же года. Он предусматривал обязательную 110-часовую военную подготовку мужчин от 16 до 50 лет без отрыва от работы. В структуре Народного Комиссариата Обороны было создано Главное управление всеобщего военного обучения (ГУВВО); при республиканских, краевых и областных военкоматах были созданы отделы всевобуча, на местном уровне при городских и районных военкоматах находились 2—3 инструктора.
С целью улучшить качество подготовки призывников, не владеющих и плохо владеющих русским языком, обеспечить возможность прохождения ими службы в общесоюзных воинских формированиях, после 11 октября 1941 года в программу военных занятий был дополнительно введён курс изучения русского языка — в объёме от 90 часов (в Таджикистане) до 150 часов (в Азербайджане).
Всего, в 1941 — 1945 годы всевобуч прошли примерно 9 862 000 советских граждан. После окончания войны, в 1946 году было расформировано ГУВВО, а в 1947—1948 годы — отделы всевобуча в военных округах и при военкоматах.

## Современное состояние
В 2012 году в Казахстане была утверждена программа всеобщего военного обучения граждан, целью которой являются привлечение населения к мероприятиям гражданской обороны и подготовка необходимого контингента для комплектования вооружённых сил республики в период введения военного положения. К всеобщему военному обучению граждан привлекаются мужчины в возрасте от 16 до 60 лет, а также женщины рядового, сержантского и офицерского состава в возрасте от 18 до 45 лет, не имеющие или имеющие детей старше 10 лет. Учебные пункты для проведения занятий по всеобучу формируются по месту работы, учёбы и жительства граждан, продолжительность обучения составляет 25 учебных часов.

## Интересные факты
- 4550-метровая гора в Заилийском Алатау названа в честь Всевобуча[8].